# 圣弗朗西斯科-迪伊塔巴波阿纳
圣弗朗西斯科-迪伊塔巴波阿纳是巴西里约热内卢州的一个市镇。总面积1111.335平方公里，总人口47832人，人口密度43人/平方公里。